# Ljudmyla Schohol
Ljudmyla Jewheniwna Schohol  (ukrainisch Людмила Євгенівна Жоголь; * 23. Mai 1930 in Kiew, Ukrainische Sozialistische Sowjetrepublik; † 15. April 2015 in Kiew, Ukraine) war eine ukrainische Künstlerin und Hochschullehrerin. Sie ist für ihre ukrainische Gobelinkunst bekannt und war eine der Gründerinnen der Nationalen Gobelinschule der Ukraine.

## Leben und Werk
Schohol studierte von 1948 bis 1951 Kunst am Kiewer Kunstinstitut, dann bis 1954 am Lemberger Staatlichen Institut für dekorative und angewandte Kunst. Zu ihren Lehrern gehörte Jossyp Bokschaj, Witold Manastyrskyj und Roman Selskyj. Nach Abschluss ihres Aufbaustudiums an der Graduiertenschule der Akademie für Architektur der Ukrainischen SSR arbeitete sie als Forscherin an der Akademie für Architektur, nach dessen Umstrukturierung an der Akademie für Bauwesen und Architektur der Ukrainischen SSR.
In den 1970er Jahren arbeitete sie als Leiterin der Abteilung für Einrichtung und Ausstattung von öffentlichen und Wohngebäuden am Kiewer Zonalen Forschungsinstituts für experimentelles Design (Kyiv ZNDIEP).
In den 1980er Jahren war sie Vorsitzende des Künstlerverbandes der Ukrainischen SSR. Diese Position ermöglichten ihr Reisen nach Frankreich, Italien, Norwegen, Libanon, Ägypten, Kuba, Schweden und Dänemark.
In ihren letzten Lebensjahren unterrichtete Schohol und leitete die Abteilung für künstlerische Textilien und Kostümmodellierung in dem nach Mychajlo Bojtschuk benannten Instituts für dekorative und angewandte Kunst und Design.
Sie erstellte klassische Wandteppiche und verwendete hauptsächlich traditionelle Materialien wie Wolle und Sisal und glatte Webtechniken. Das Hauptthema ihrer Arbeiten waren florale Wandteppiche. Sie arbeitete in der seltenen Gobelintechnik Monfleur. Kunstkritiker ordnen ihre Arbeit der Richtung der „plastischen Malerei“ zu. Sie fertigte zuerst Skizzen an und malte dann den zukünftigen Wandteppich in Lebensgröße. In einer Fabrik in Reschetyliwka webten dann sechs bis acht Handwerker ihre Arbeit manuell.
Ihre Werke befinden sich unter anderen in den repräsentativen Räumlichkeiten des Ministerkabinetts der Ukraine, der Rechnungskammer der Ukraine, des Stadtrats von Kiew, der Botschaften der Ukraine in Griechenland, Österreich, Brasilien, anderer offizieller und öffentlicher Institutionen. Von 1978 bis 2011 hatte sie 23 Einzelausstellungen.
Sie ist Autorin der Bücher „Stoffe im Innenraum“ (1968), „Dekorative Kunst im Inneren des Hauses“ (1973), „Dekorative und angewandte Kunst der Ukrainischen SSR“ (Co-Autor, 1986).
Sie war seit 1960 Mitglied des Nationalen Künstlerverbandes der Ukraine und seit 2000 Mitglied der Ukrainischen Architekturakademie.
Das Nationalmuseum für ukrainische Volkskunst beherbergt die größte und bedeutendste Sammlung ihrer Werke.

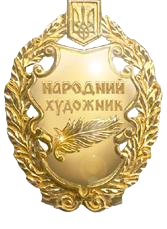
Abzeichen „Volkskünstler der Ukraine“

## Auszeichnungen
- 1994: Volkskünstler der Ukraine[5]
- 2006: Gewinnerin des Allukrainischen Preises „Frau des dritten Jahrtausends“
- 2007: Kateryna-Bilokur-Preis
- 2000: Orden der Fürstin Olga, III. Klasse
- 2012: Orden der Prinzessin Olga, II. Klasse[6]

## Ausstellungen (Auswahl)
- 1978: Eriwan
- 1980: Odessa
- 1980, 1982, 1988, 1991, 1994–95, 2005, 2010: Kiew
- 1983: Lemberg, Dnipropetrowsk
- 1987: Baku
- 1988: Minsk
- 1996: Athen
- 2000: Skopje
- 2000, 2003, 2005, 2009: Moskau
- 2007: Paris